# TTG Remscheid
Der TTG Remscheid ist ein ehemaliger Tischtennisverein aus Remscheid. Die Damenmannschaft gehörte zu den ersten Vereinen, die in der 1972 gegründeten Damen-Bundesliga spielten.

## Geschichte
1969 wurde der TTG Remscheid als Spielgemeinschaft des Polizeisportvereins mit dem Verein Wassersportfreunde Remscheid gegründet.
Die Damenmannschaft spielte in der Oberliga, der damals höchsten deutschen Spielklasse. 1972 qualifizierte sie sich für die Teilnahme an der neuen Bundesliga für Damen. In der Saison 1972/73 blieb sie hier sieglos und stieg ab. 1991/92 trat sie in der Verbandsliga an.
Die Herrenmannschaft spielte Ende der 1980er Jahre in der Oberliga, die zu dieser Zeit nur noch die dritthöchste Spielklasse in Deutschland war. 1988/1989 mussten sie absteigen.
Um 1998 löste sich der Verein auf.